# Campeonato Gaúcho de Futebol de 1956 - Série A
O Campeonato Gaúcho de Futebol de 1956, foi a 36ª edição da competição no Estado do Rio Grande do Sul. O título foi disputado em jogos eliminatórios. O campeão deste ano foi o Grêmio.

## Participantes
| Equipe       | Cidade       | Classificação               | Participação |
| ------------ | ------------ | --------------------------- | ------------ |
| Cruzeiro     | São Gabriel  | Campeão da Região Sudoeste  | 2ª           |
| Ferro Carril | Uruguaiana   | Campeão da Região Fronteira | 3ª           |
| Grêmio       | Porto Alegre | Campeão da Região Centro    | 14ª          |
| Pelotas      | Pelotas      | Campeão da Região Litoral   | 6ª           |
| Veronese     | Canoas       | Campeão da Região Planalto  | 1ª           |

## Tabela

### Primeira fase
| 7 de outubro de 1956 | Veronese    | 1 – 3 | Cruzeiro de São Gabriel                 |  |
|                      | Gol marcado |       | Gol marcado · Gol marcado · Gol marcado |  |

| 14 de outubro de 1956 | Cruzeiro de São Gabriel                 | 3 – 1 | Veronese    |  |
|                       | Gol marcado · Gol marcado · Gol marcado |       | Gol marcado |  |

### Segunda fase
| 28 de outubro de 1956 | Cruzeiro de São Gabriel   | 2 – 1 | Ferro Carril |  |
|                       | Gol marcado · Gol marcado |       | Gol marcado  |  |

| 4 de novembro de 1956 | Ferro Carril              | 2 – 2 | Cruzeiro de São Gabriel   |  |
|                       | Gol marcado · Gol marcado |       | Gol marcado · Gol marcado |  |

### Semifinais
| 25 de novembro de 1956 | Pelotas                                                             | 5 – 0 | Cruzeiro de São Gabriel |  |
|                        | Gol marcado · Gol marcado · Gol marcado · Gol marcado · Gol marcado |       |                         |  |

| 2 de dezembro de 1956 | Cruzeiro de São Gabriel | 1 – 2 | Pelotas                   |  |
|                       | Gol marcado             |       | Gol marcado · Gol marcado |  |

### Finais
| 24 de fevereiro de 1957 | Grêmio                    | 2 – 1 | Pelotas     | Olímpico, Porto Alegre (RS) |
|                         | Gol marcado · Gol marcado |       | Gol marcado |                             |

| 28 de fevereiro de 1957 | Pelotas     | 1 – 3 | Grêmio         | Boca do Lobo, Pelotas (RS) |
|                         | Gol marcado |       | Gessy · Vieira |                            |

|  | Pelotas | Grêmio |

| PELOTAS:   |  |  |  |
|            |  |  |  |
| G          |  |  |  |
| Z          |  |  |  |
| Z          |  |  |  |
| M          |  |  |  |
| M          |  |  |  |
| M          |  |  |  |
| A          |  |  |  |
| A          |  |  |  |
| A          |  |  |  |
| A          |  |  |  |
| A          |  |  |  |
| Treinador: |  |  |  |
|            |  |  |  |

| GRÊMIO:       |  |                |  |    |
|               |  |                |  |    |
| G             |  | Sérgio         |  | a' |
| Z             |  | Airton         |  |    |
| Z             |  | Altino         |  |    |
| M             |  | Figueiró       |  |    |
| M             |  | Calvet         |  | b' |
| M             |  | Ênio Rodrigues |  |    |
| A             |  | Hercílio       |  |    |
| A             |  | Gessy          |  |    |
| A             |  | Juarez         |  |    |
| A             |  | Milton Kuelle  |  |    |
| A             |  | Vieira         |  |    |
| Substituição: |  |                |  |    |
| G             |  | Oneti          |  | a' |
| M             |  | Elton          |  | b' |
| Treinador:    |  |                |  |    |
| Oswaldo Rolla |  |                |  |    |

| Gauchão 1956               |
| -------------------------- |
| Grêmio Campeão (8º título) |